# Катастрофа Boeing 747 під Токіо
Катастрофа Boeing 747 під Токіо — велика авіаційна катастрофа, що відбулася 12 серпня 1985 року і стала однією з найбільших у світі. Авіалайнер Boeing 747SR-46 авіакомпанії «Japan Airlines» (JAL) здійснював внутрішній рейс JAL 123 за маршрутом Токіо — Осака, але за 12 хвилин після зруйнувався хвостовий гермошпангоут — перегородка, що відокремлює пасажирський салон лайнера, в якому підтримується приблизно постійний тиск повітря, від негерметичної хвостової частини літака. Руйнування гермошпангоуту призвело до порушення герметичності трубопроводів всіх чотирьох гідросистем (вони вийшли з ладу і лайнер повністю втратив управління) і до проникнення повітря з салону в порожнину вертикального хвостового стабілізатора (який відірвався від фюзеляжу через різкий перепад тиску між внутрішнім об'ємом). Екіпаж протримав некерований літак в повітрі 32 хвилини, але врізався в гору Такамаґахара за 112 км від Токіо. На борту судна в момент катастрофи перебувало 524 особи (509 пасажирів і 15 членів екіпажу), з яких вижили тільки 4.
Це друга за кількістю загиблих катастрофа за всю історію авіації (після зіткнення двох Boeing 747 на Тенерифе) та найбільша катастрофа за участі одного літака.

## Рейс

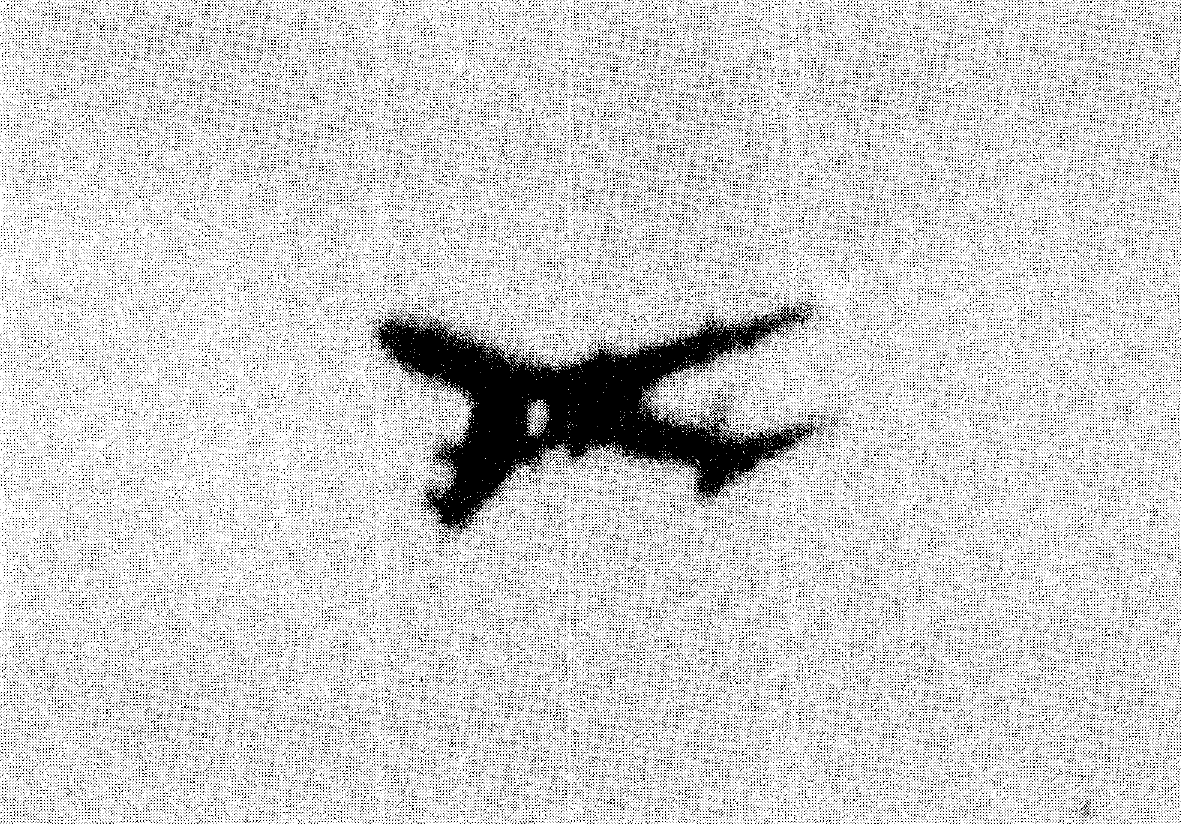
Фото літака сфотографованого приблизно за 6 хвилин до падіння. Вертикальний стабілізатор значною мірою відсутній.

### Літак
Boeing 747SR-46 (реєстраційний номер JA8119, заводський 20783, серійний 230) був випущений компанією «Boeing» в 1974 році (перший політ здійснено 28 січня) за спецзамовленням для експлуатації на внутрішніх авіарейсах Японії. 19 лютого того ж року був переданий авіакомпанії «Japan Airlines» (JAL). Оснащений чотирма двоконтурними турбореактивними двигунами Pratt & Whitney JT9D-7A. На час катастрофи здійснив 18 835 циклів «зліт-посадка» та налітав 25 030 годин.

### Екіпаж
Літаком керував екіпаж у складі:
- Командир повітряного судна (КПС) — 49-річний Масамі Такахама (англ. Masami Takahama, яп. 高浜雅己). Досвідчений пілот, пропрацював в авіакомпанії JAL 18 років і 8 місяців (з 1 грудня 1966 року). Керував літаками YS-11, Boeing 727 і Douglas DC-8. На посаді командира Boeing 747 — з 1 липня 1975 року. Налітав 12 423 години, 4842 з них на Boeing 747.
- Другий пілот — 39-річний Ютака Сасакі (англ. Yutaka Sasaki, яп. 佐々木祐). Досвідчений пілот, пропрацював в авіакомпанії JAL 15 років і 3 місяці (з 18 квітня 1970 року). Керував літаком Douglas DC-8. На посаді другого пілота Boeing 747 — з 23 травня 1979 року. Налітав 3963 години, 2665 з них на Boeing 747.
- Бортінженер — 46-річний Хіросі Фукуда (англ. Hiroshi Fukuda, яп. 福田博). Пропрацював в авіакомпанії JAL 28 років і 4 місяці (з 1 квітня 1957 року). Керував літаками Douglas DC-6, Boeing 727 і Douglas DC-8. На посаді бортінженера Boeing 747 — з 7 листопада 1972 року. Налітав 9831 годину, 3846 з них на Boeing 747.

У салоні літака працювали 12 бортпровідників:
- Дзюн Хатано (англ. Jun Hatano, яп. 波多野純), 39 років — старший бортпровідник. У JAL з 18 жовтня 1969 року. Налітав 10 225 годин.
- Маріко Аката (англ. Mariko Akata, яп. 赤田真理子), 31 рік. У JAL з 17 січня 1975 року. Налітала 4815 годин.
- Міцуйо Ебіна (англ. Mitsuyo Ebina, яп. 海老名光代), 28 років. У JAL з 1 вересня 1977 року. Налітала 4432 години.
- Каорі Фудзіта (англ. Kaori Fujita, яп. 藤田香), 28 років. У JAL з 10 січня 1979 року. Налітала 3541 год.
- Сатійо Кіхара (англ. Sachiyo Kihara, яп. 木原幸代), 30 років. У JAL з 22 січня 1974 року. Налітала 5704 години.
- Рейко Міяміті (англ. Reiko Miyamichi, яп. 宮道令子), 30 років. У JAL з 1 грудня 1977 року. Налітала 3161 год.
- Юміко Цусіма (англ. Yumiko Tsushima, яп. 対島祐三子), 29 років. У JAL з 5 січня 1978 року. Налітала 4227 годин.
- Масайо Йосіда (англ. Masayo Yoshida, яп. 吉田雅代), 27 років. У JAL з 5 січня 1978 року. Налітала 4165 годин.
- Кеко Хатано (англ. Kyoko Hatano, яп. 波多野京子), 24 роки. У JAL з 12 січня 1984 року. Налітала 549 годин.
- Мікіко Оно (англ. Mikiko Ōno, яп. 大野美紀子), 26 років. У JAL з 20 травня 1982 року. Налітала 1610 годин.
- Сейко Оно (англ. Seiko Ōno, яп. 大野聖子), 24 роки. У JAL з 19 червня 1984 року. Налітала 363 години.
- Юміко Сірабейосі (англ. Yumiko Shirabeyoshi, яп. 白拍子由美子), 25 років. У JAL з 24 листопада 1981 року. Налітала 2179 годин.

### Пасажири
12 серпня в Японії напередодні свята Обон був канікулярний період, коли багато японців здійснюють щорічні поїздки в рідні міста і на курорти та тому в той день в міжнародному аеропорту Ханеда було особливе навантаження. Всі хотіли якомога швидше потрапити додому, тому що свято Обон заведено зустрічати з родиною. Літаки JAL були повністю завантажені навіть на внутрішніх рейсах і в підсумку на рейс JAL 123 з Токіо в Осаку сіли 509 пасажирів. Всього на борту літака знаходилися 524 особи — 509 пасажирів і 15 членів екіпажу.
| Громадянство    | Пасажири | Екіпаж | Всього |
| --------------- | -------- | ------ | ------ |
| Японія          | 487      | 15     | 502    |
| США             | 6        | 0      | 6      |
| Гонконг         | 4        | 0      | 4      |
| Південна Корея  | 3        | 0      | 3      |
| Індія           | 3        | 0      | 3      |
| Італія          | 2        | 0      | 2      |
| Німеччина       | 2        | 0      | 2      |
| КНР             | 1        | 0      | 1      |
| Велика Британія | 1        | 0      | 1      |
| Всього          | 509      | 15     | 524    |

Серед пасажирів на борту літака були:
- Кю Сакамото (англ. Kyu Sakamoto, яп. 坂本九), відомий японський співак.
- Юмі Отіай (англ. Yumi Ochiai, яп. 落合由美), 26-річна стюардеса авіакомпанії JAL, але в той день у неї був вихідний і вона летіла як пасажир.
- Комо Сосеке (англ. Koumo Soseke), глава лісового господарства префектури Осака.
- Акіхіса Юкава (англ. Akihisa Yukawa, яп. 湯川明久), японський банкір, батько скрипальки Діани Юкави.